# 拉沙佩勒德波
拉沙佩勒德波（法語：La Chapelle-des-Pots，法語發音：[la ʃapɛl de po]）是法国滨海夏朗德省的一个市镇，位于该省中东部，属于桑特区。

## 地理
拉沙佩勒德波（45°45'35"N, 0°32'26"W）面积10.27 平方千米，位于法国新阿基坦大区滨海夏朗德省，该省份为法国西部滨海省份，北起旺代省，西临大西洋，南至吉倫特省，东南接多爾多涅省，东北接德塞夫勒省接壤，东临夏朗德省。
与拉沙佩勒德波接壤的市镇（或旧市镇、城区）包括：沙尼耶、丰库韦尔特、圣塞赛尔、韦内朗。

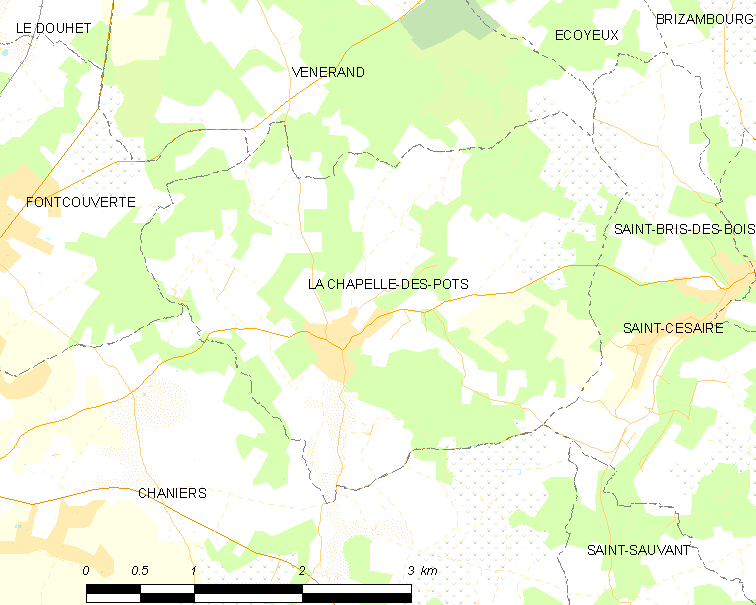
拉沙佩勒德波的OSM定位图

拉沙佩勒德波的时区为UTC+01:00、UTC+02:00（夏令时）。

## 行政
拉沙佩勒德波的邮政编码为17100，INSEE市镇编码为17089。

## 政治
拉沙佩勒德波所属的省级选区为沙尼耶县。

## 人口

1962-2008年间拉沙佩勒德波人口变化图示

拉沙佩勒德波于2022年1月1日时的人口数量为1007人。